# Hiroshi Nagano
Hiroshi Nagano (長野洋?, Nagano Hiroshi; Matsuyama, 27 giugno 1967) è un ex cestista giapponese.

## Carriera
Con il Giappone ha disputato il Campionato del mondo del 1998, segnando 40 punti in 5 partite.